# Enopião
Na mitologia grega, Enopião ou Oenopion (cara de vinho), filho de Dionísio e Ariadne (ou, segundo a versão dos cretenses citada por Diodoro Sículo, filho de Radamanto e Ariadne, sua sobrinha), foi um rei lendário de Quios, dizendo-se que trouxe a arte de fazer vinha à ilha. Tinha uma filha: Mérope.
Orion apaixonou-se por Merope mas Oenopion não aprovava o casamento. Orion violou Merope. Para se vingar, Oenopion embebedou Orion e arrancou-lhe os olhos, atirando-o de seguida para o mar.
Hefesto teve pena do cego Orion e deu-lhe Cedalion, um jovem rapaz ou ferreiro (depende da tradução) para servir-lhe de guia. Cedalion guiou-o para este, onde o Sol nascente devolveu-lhe a visão.
Orion decidiu então matar Oenopion, mas Hefesto tinha construído uma fortaleza subterrânea para o rei. Orion não conseguiu encontrar o rei e foi para Delos, onde conheceu uma nova paixão: Eos.